# Konwój ONS-92
Konwój ONS-92 – aliancki konwój morski podczas II wojny światowej.

## Tło
Po katastrofalnym w skutkach polowaniu na konwój HG-76 w grudniu 1941 roku (utrata 4 z 10 biorących udział w ataku U-Bootów) Karl Dönitz, dowódca niemieckiej floty podwodnej, wydał rozkaz o tymczasowym wstrzymaniu ataków na konwoje. Większość U-Bootów została wysłana do niechronionych wybrzeży amerykańskich. Jednak wraz ze wzmocnieniem obrony i jej lepszą organizacją, zrezygnowano z planów ataku na ważne konwoje płynące z północnych Stanów Zjednoczonych i Kanady. Przez sześć miesięcy, do czasu ataku „wilczego stada” Hecht na konwój ONS-92 w maju 1942 roku, nie doszło do żadnych większych bitew morskich.

## Bitwa
U-569 odnalazł konwój ONS-92 11 maja 1942 roku i naprowadził na niego kolejne okręty: U-94 i U-124. Podczas nocnego ataku U-124 zatopił w dwóch podejściach cztery frachtowce; U-94 storpedował jeden statek. Następnej nocy zaatakowały te same okręty, ale tylko U-94 udało się zatopić dwa statki. Atak U-406 zakończył się niepowodzeniem z powodu wadliwej torpedy. Eskorta konwoju wykazała się niekompetencją; zła pogoda uniemożliwiła U-Bootom podążanie za konwojem, co zapobiegło dalszym stratom.

## Skład konwoju
Amerykańska grupa eskorty A-3 dowodzona przez komandora J. B. Heffermanna składała się z niszczyciela USS „Gleaves”, kutra Coast Guard USCGC „Spencer” i czterech kanadyjskich korwet: HMCS „Algom”, „Arvida”, „Bittersweet” i „Shediac”. W konwoju znajdował się także statek ratowniczy „Bury” wyposażony w radionamiernik Huff-Duff. Sam konwój składał się z 41 statków transportowych.

## Skład grupy U-Bootów
Niemieckie wilcze stado składało się z U-Bootów: U-94 (porucznik Ites), U-96 (porucznik Hellriegel), U-124 (kapitan Mohr), U-406 (kapitan porucznik Dieterichs), U-569 (kapitan porucznik Hinsch), U-590 (kapitan porucznik Muller-Edzards).

## Straty
W wyniku ataku na konwój zatonęło siedem alianckich statków o łącznym tonażu 36 284 BRT.
| Data         | Okręt podwodny | Dowódca     | Nazwa statku   | BRT  | Bandera         |
| ------------ | -------------- | ----------- | -------------- | ---- | --------------- |
| 12 maja 1942 | U-124          | Johann Mohr | „Cristales”    | 5389 | Wielka Brytania |
| 12 maja 1942 | U-124          | Johann Mohr | „Empire Dell”  | 7065 | Wielka Brytania |
| 12 maja 1942 | U-124          | Johann Mohr | „Llanover”     | 4959 | Wielka Brytania |
| 12 maja 1942 | U-124          | Johann Mohr | „Mount Parnes” | 4371 | Grecja          |
| 12 maja 1942 | U-94           | Otto Ites   | „Cocle”        | 5630 | Panama          |
| 13 maja 1942 | U-94           | Otto Ites   | „Batna”        | 4399 | Wielka Brytania |
| 13 maja 1942 | U-94           | Otto Ites   | „Tolken”       | 4771 | Szwecja         |